# Thalles
Thalles Lima de Conceição Penha (São Gonçalo, 18 mei 1995 - aldaar, 22 juni 2019) was een Braziliaans voetballer die bij voorkeur als aanvaller speelde. Hij stond onder contract bij Vasco da Gama, waar hij doorstroomde vanuit de eigen jeugdopleiding.
Na een verkeersongeval overleed hij op 24-jarige leeftijd in het Hospital Estadual Alberto Torres.

## Clubcarrière
Thalles verruilde in 2007 Itaboraí Profute voor Vasco da Gama. Op 13 oktober 2013 debuteerde hij in de Braziliaanse Série A tegen Criciúma EC. Zijn eerste competitiedoelpunt maakte Thalles op 23 november 2013 in de thuiswedstrijd tegen Cruzeiro EC. In het seizoen 2013 eindigde Vasco op een achttiende plaats in de Série A, waardoor de club degradeerde. Het daaropvolgende seizoen eindigde het derde in de Série B, waardoor het in 2015 wederom actief is op het hoogste competitieniveau. Thalles had een contract tot medio 2017 bij de viervoudig landskampioen.

## Interlandcarrière
Thalles nam met Brazilië –20 deel aan het Toulon Espoirs-toernooi in het Zuid-Franse departement Var. Brazilië won het toernooi, nadat het in de finale Frankrijk versloeg met 5–2. Thalles maakte een van de vijf Braziliaanse doelpunten.

## Statistieken
| Seizoen | Club          | Competitie | Wedstrijden | Doelpunten |
| ------- | ------------- | ---------- | ----------- | ---------- |
| 2013    | Vasco da Gama | Série A    | 7           | 1          |
| 2014    | Vasco da Gama | Série B    | 23          | 3          |